# Stefania breweri
Stefania breweri és una espècie de granota que es troba a Veneçuela.